# Улица Фирса Садовникова
Улица Фи́рса Садо́вникова (латыш. Firsa Sadovņikova iela) расположена в Латгальском предместье городе Риги, в историческом районе Московский форштадт. Начинается от улицы Дзирнаву, пролегает в восточном и юго-восточном направлении и заканчивается перекрёстком с улицей Католю, далее разделяясь на улицы Лаздонас и Лудзас.

## История
Улица Фирса Садовникова проходит по исторической границе застройки Московского форштадта. До середины XIX века была застроена только территория к югу от будущей улицы, а севернее находились городские луга и кладбища разных конфессий с храмами при них (нынешние сад Миера и Тихий сад).
Улица на месте нынешней ул. Фирса Садовникова впервые показана на плане города 1867 года, где названа Мельничной улицей (как и нынешняя ул. Дзирнаву, от которой ответвлялась новая улица). В адресных книгах 1868 года упомянута как две улицы: Малая Мельничная (нем. Kleine Mühlenstrasse, латыш. Mazā Dzirnavu iela, от ул. Дзирнаву до ул. Екабпилс) и Большая Мельничная (нем. Grosse Mühlenstrasse, латыш. Lielā Dzirnavu iela, от ул. Екабпилс до ул. Даугавпилс).
В 1885 году две эти улицы объединены под названием Садовниковская улица (нем. Sadownikowstrasse, латыш. Sadovņikova iela) — в память уроженца Риги, купца первой гильдии, мецената, почётного гражданина Риги и Санкт-Петербурга Ф. М. Садовникова (1789—1853), поскольку на его средства на этой улице была построена большая богадельня, также названная его именем (ныне дом № 20).
Сохранились свидетельства, что в трактире на углу Садовниковской и Католической улиц на рубеже XIX—XX веков был особый притон мошенников, где продавали краденое. Полиция этому не препятствовала, поскольку ей хватало другой работы.
Во время немецкой оккупации в годы Второй мировой войны улица Садовникова была включена в территорию Рижского гетто, на этой улице располагались ворота в гетто.
В 1950 году улица была переименована в честь советского партийного и военного деятеля М. В. Фрунзе, а в 1990 получила современное название.

## Транспорт
На всём протяжении улица Фирса Садовникова имеет асфальтовое покрытие. 
От начала улицы до развилки с улицей Екабпилс движение одностороннее, в направлении улицы Лачплеша (два разнонаправленных участка); на остальной части улицы — двустороннее. 
Общая длина улицы составляет 678 метров.
По улице проходит маршрут автобуса № 18 и троллейбуса № 15, имеется остановка «Katoļu iela».

## Примечательные объекты
- Дом № 9 — рынок промышленных товаров «Latgale».

- Дом № 11 — бывший доходный дом Шенколовича (1899, архитектор Вильгельм Хоффман). В этом доме прошли детские годы будущего художника К. Убанса[2].

- Дом № 13 — бывший доходный дом (1901—1903, архитектор Оскар Бар).

- Дом № 17 — бывший доходный дом Гликмана (позднее Шейтельмана) с магазинами (1903, архитектор Вильгельм Хоффман).

- Дом № 19 — бывший доходный дом торговца Петера Блюма с магазинами (1914—1915, архитектор Э. Лаубе), памятник архитектуры[9].

- Дом № 20 — бывшая богадельня Садовникова (1873—1876, архитектор И. Д. Фельско). Петербургский купец Фирс Садовников в 1853 году завещал Рижскому магистрату 125 тысяч рублей «на сохранение» под проценты, чтобы, когда эта сумма удвоится, построить на эти средства каменную богадельню для престарелых православных «обоего пола», школу для детей бедняков и церковь во имя священномученика Фирса. Приют открылся в 1877 году, школы — в 1880 году (для мальчиков) и в 1881 (для девочек). На 1892 год в богадельне содержалось 80 жильцов, получавших здесь не только кров и питание, но также одежду и медицинскую помощь. Богадельня содержалась на завещанный Садовниковым капитал и пожертвования других лиц[3]. В межвоенный период приют находился на содержании городской управы и именовался 6-м городским приютом для русских инвалидов; одновременно в здании действовала 1-я русская основная школа. В послевоенные годы здание было приспособлено под медицинское учреждение, в этом же качестве функционирует и сегодня. Здание несколько раз перестраивалось, его купола и башенки утрачены, фасад существенно изменён[10].

- Дом № 21 — жилой дом с магазинами (архитектор Юрис Пога), построен в 1990[2] как часть молодёжного жилого комплекса (включавшего исторический дом № 19[4]. На доме установлена мемориальная доска в память Жаниса Липке.

- Дом № 28 — деревянный доходный дом В. Покрова (1900).

- Дом № 33 — бывший доходный дом А. Уткина (1938).

- Дом № 37 — бывший доходный дом Штейна (1911, архитектор В. И. Лунский), памятник архитектуры[11].

- Дом № 39 — бывший доходный дом Никанорова (позднее Мейеровица). С 1912 года здесь работала библиотека.

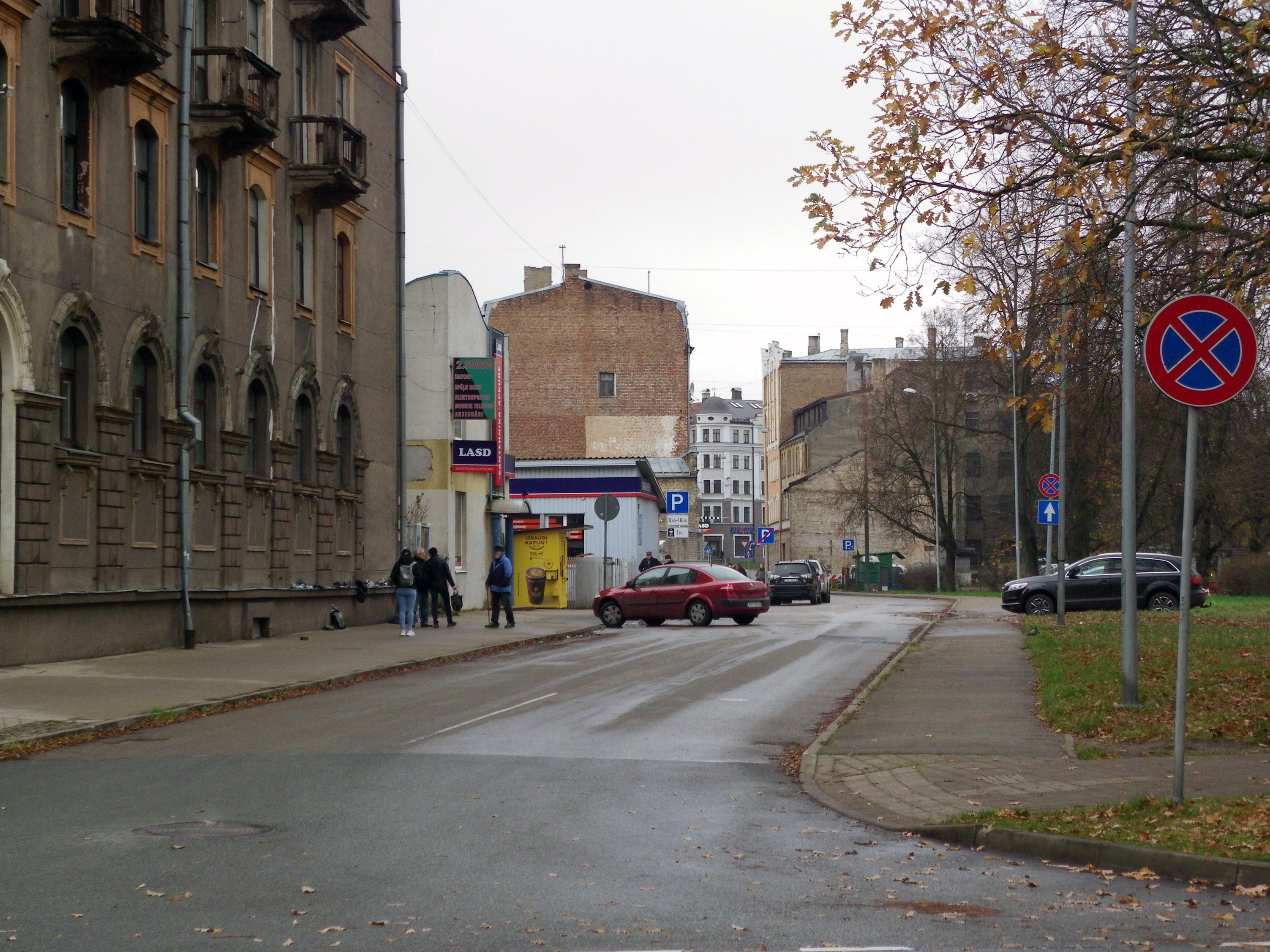
Начало улицы
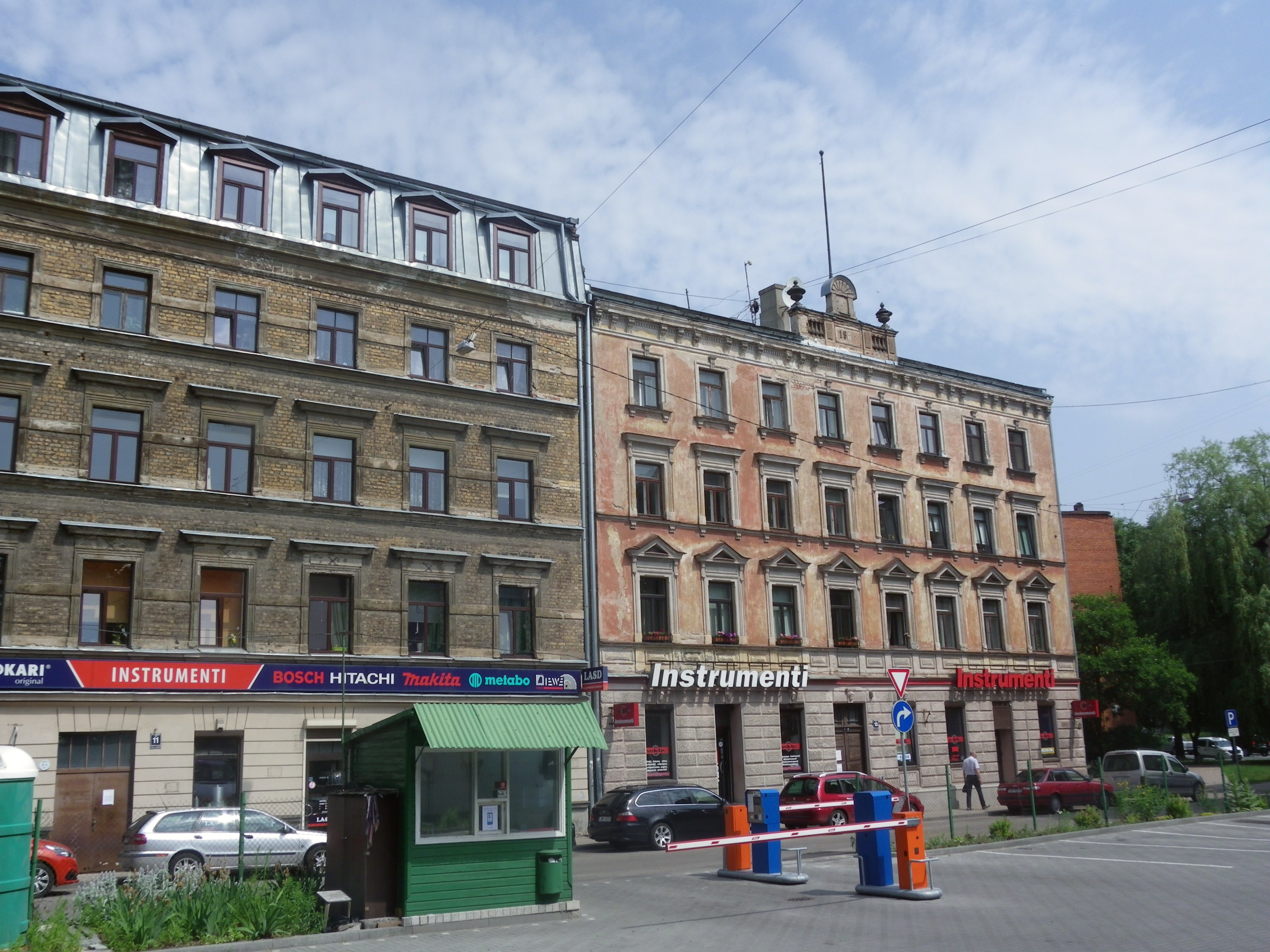
Дома № 11 и 13
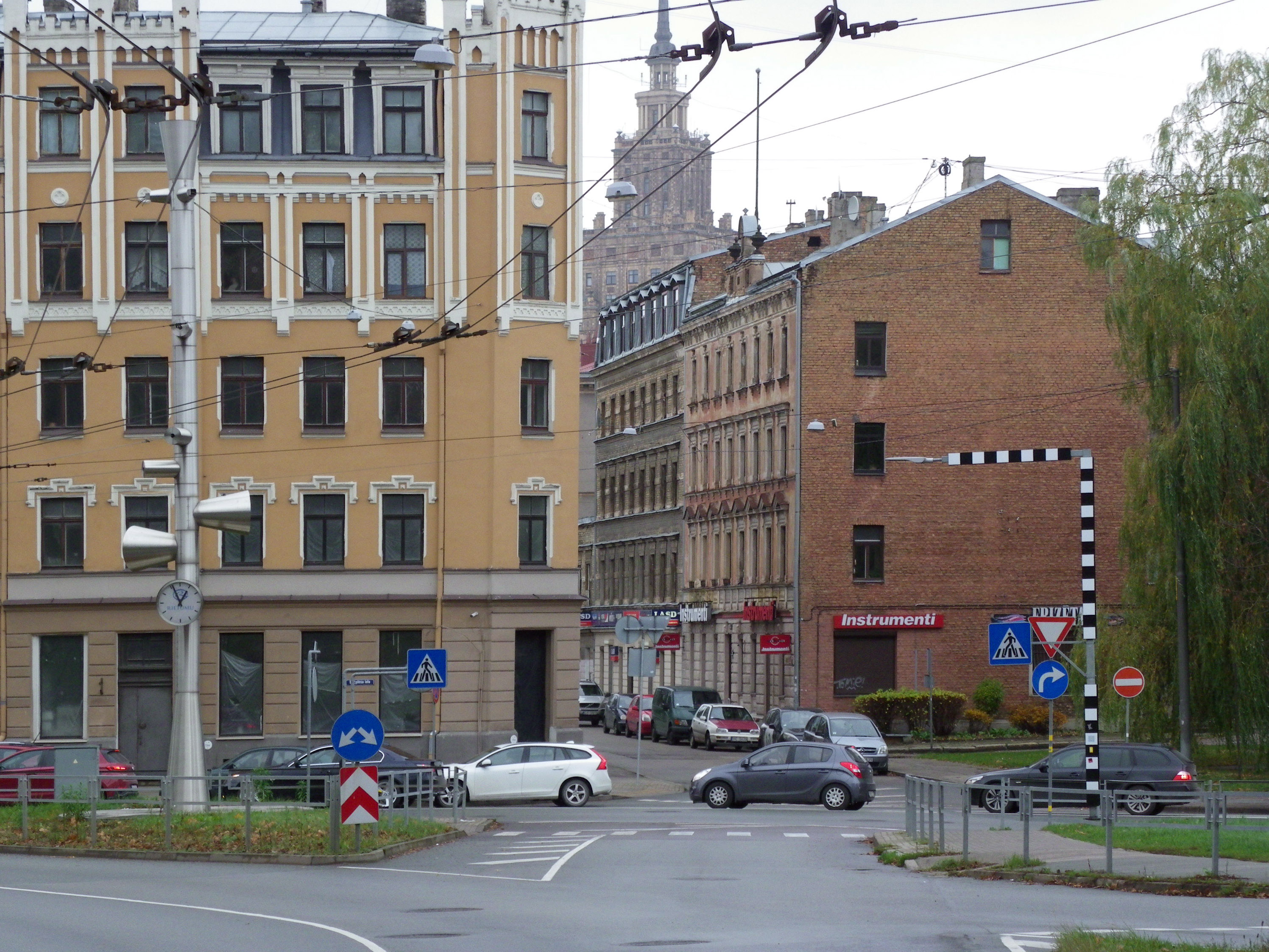
Перекрёсток с ул. Лачплеша
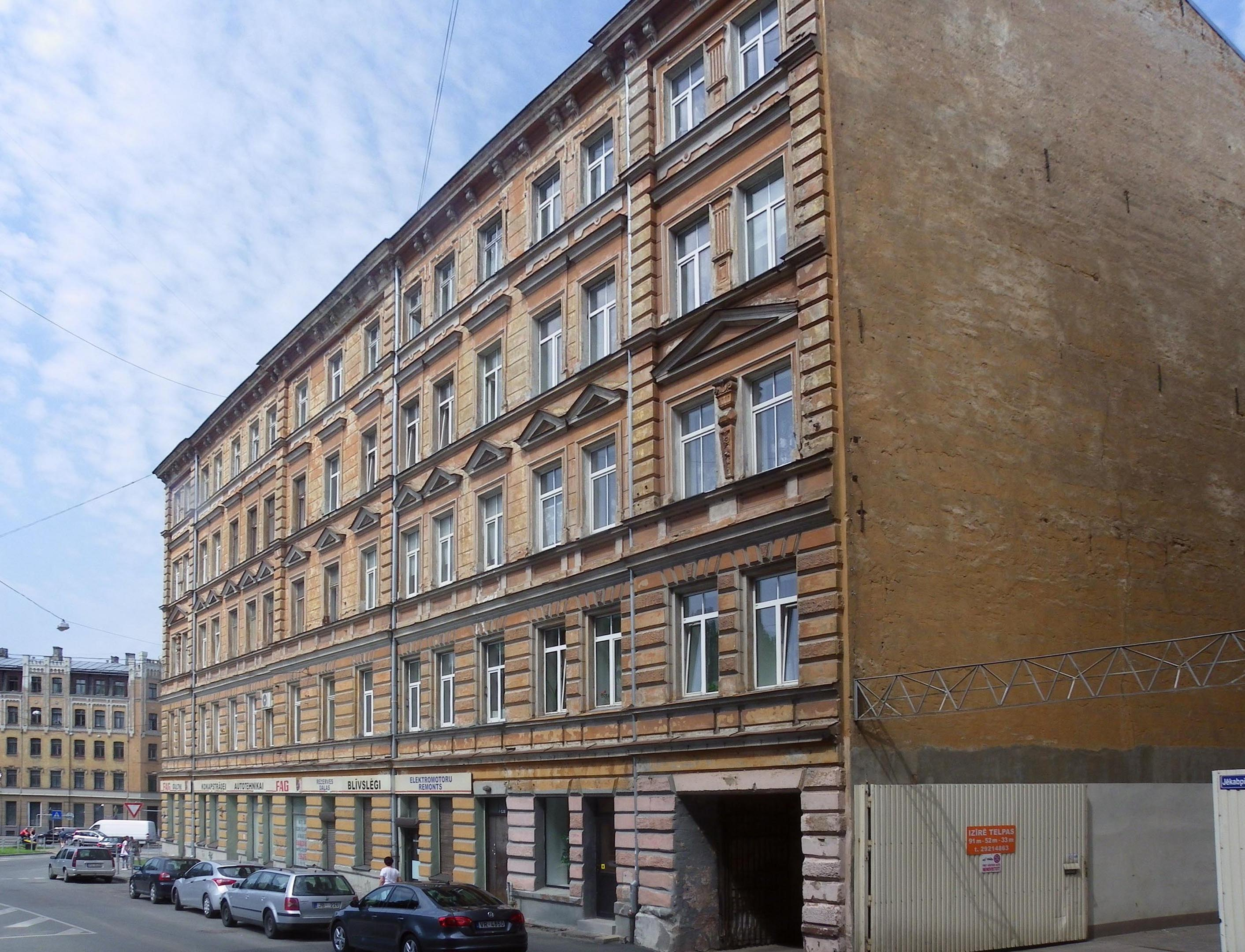
Дом № 17
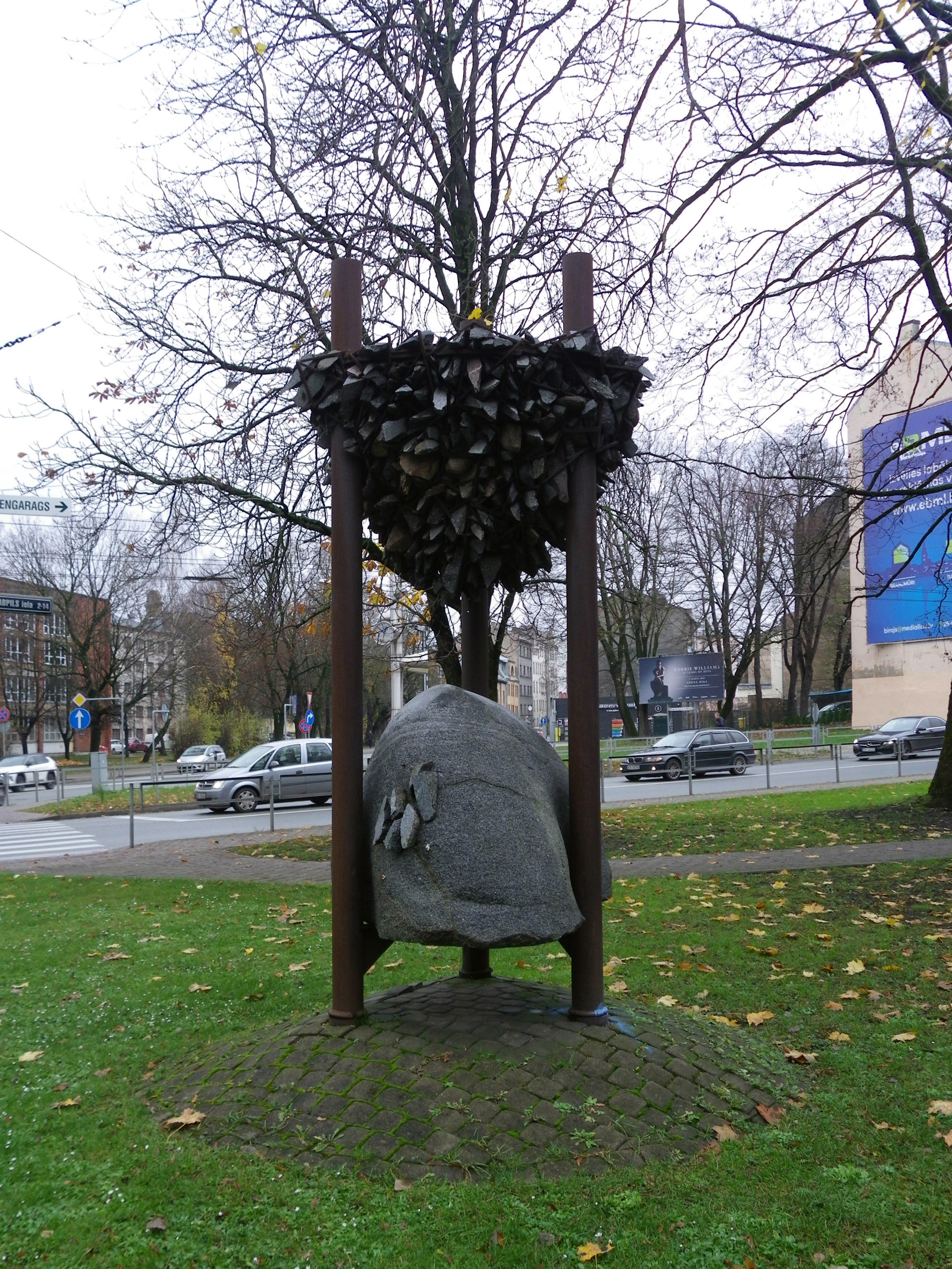
Памятник «Песочные часы»
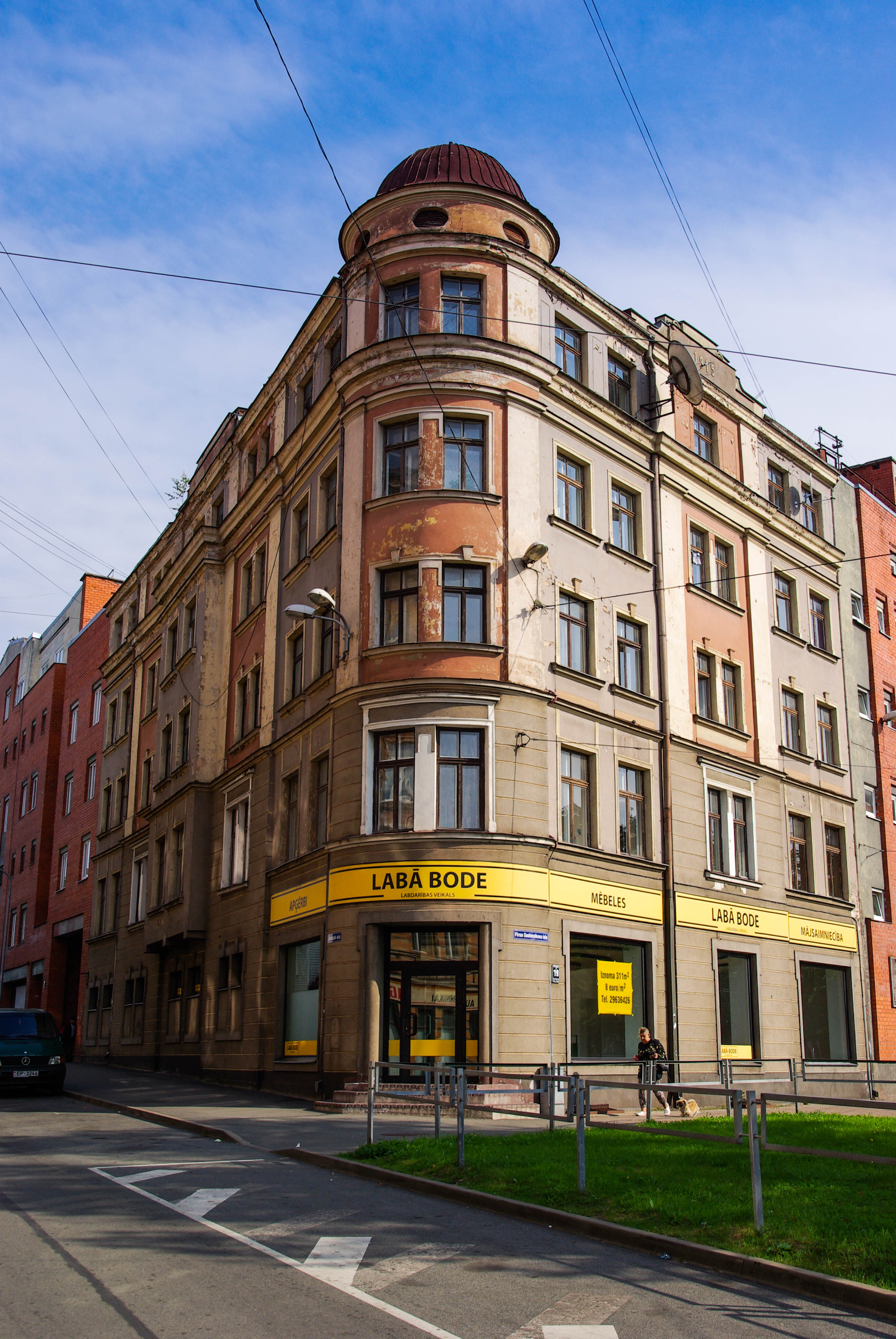
Дом № 19
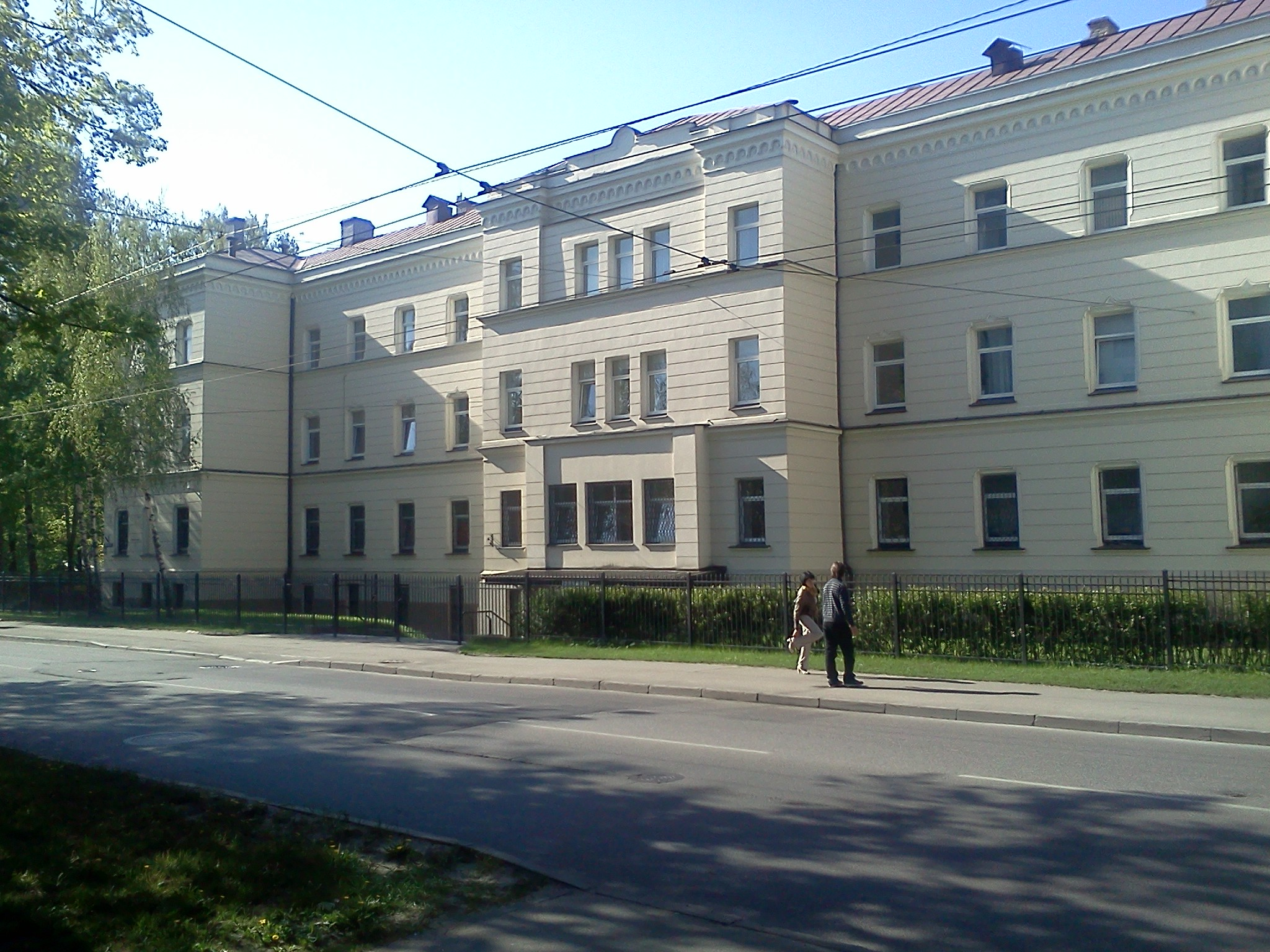
Дом № 20
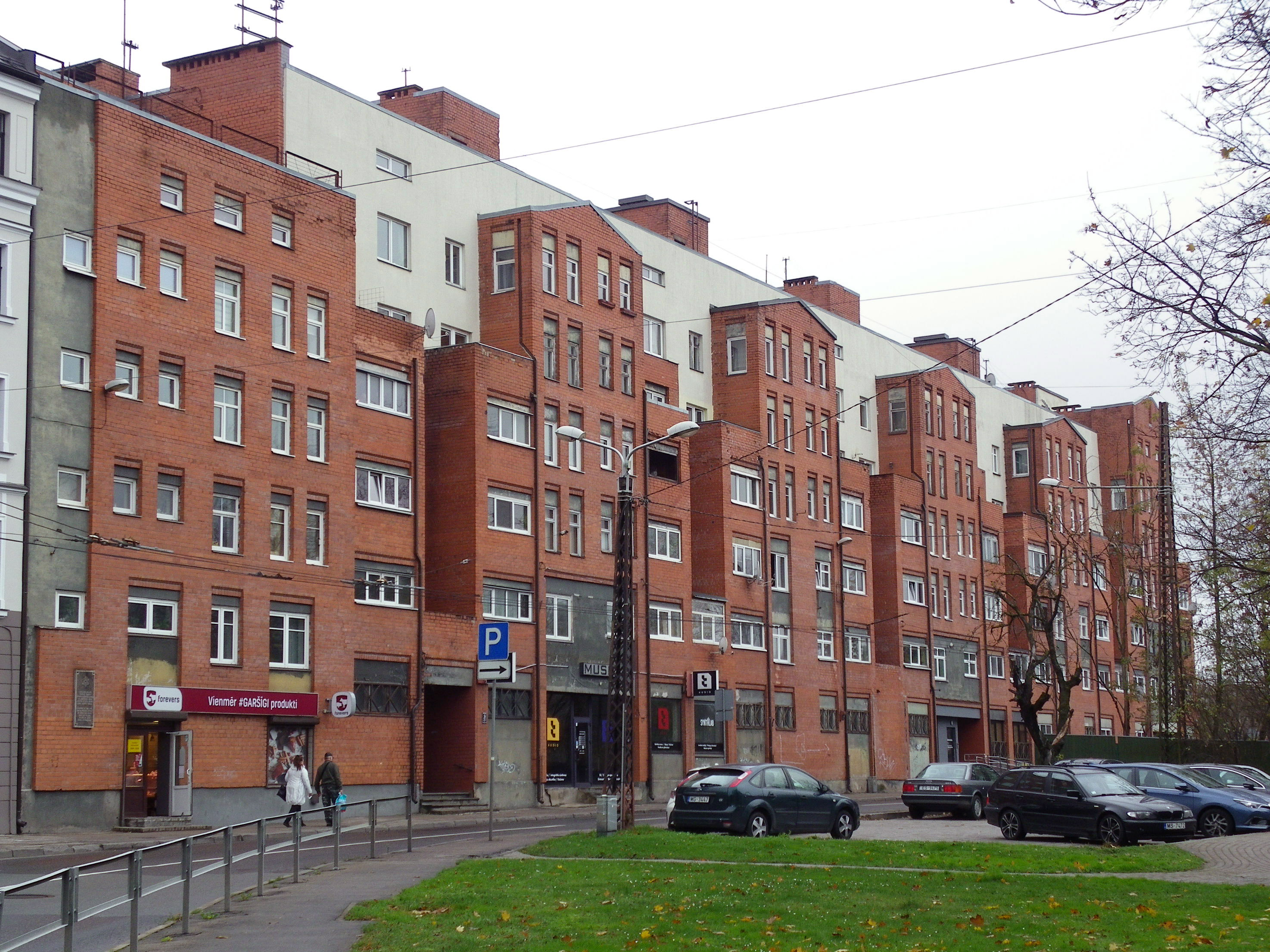
Дом № 21
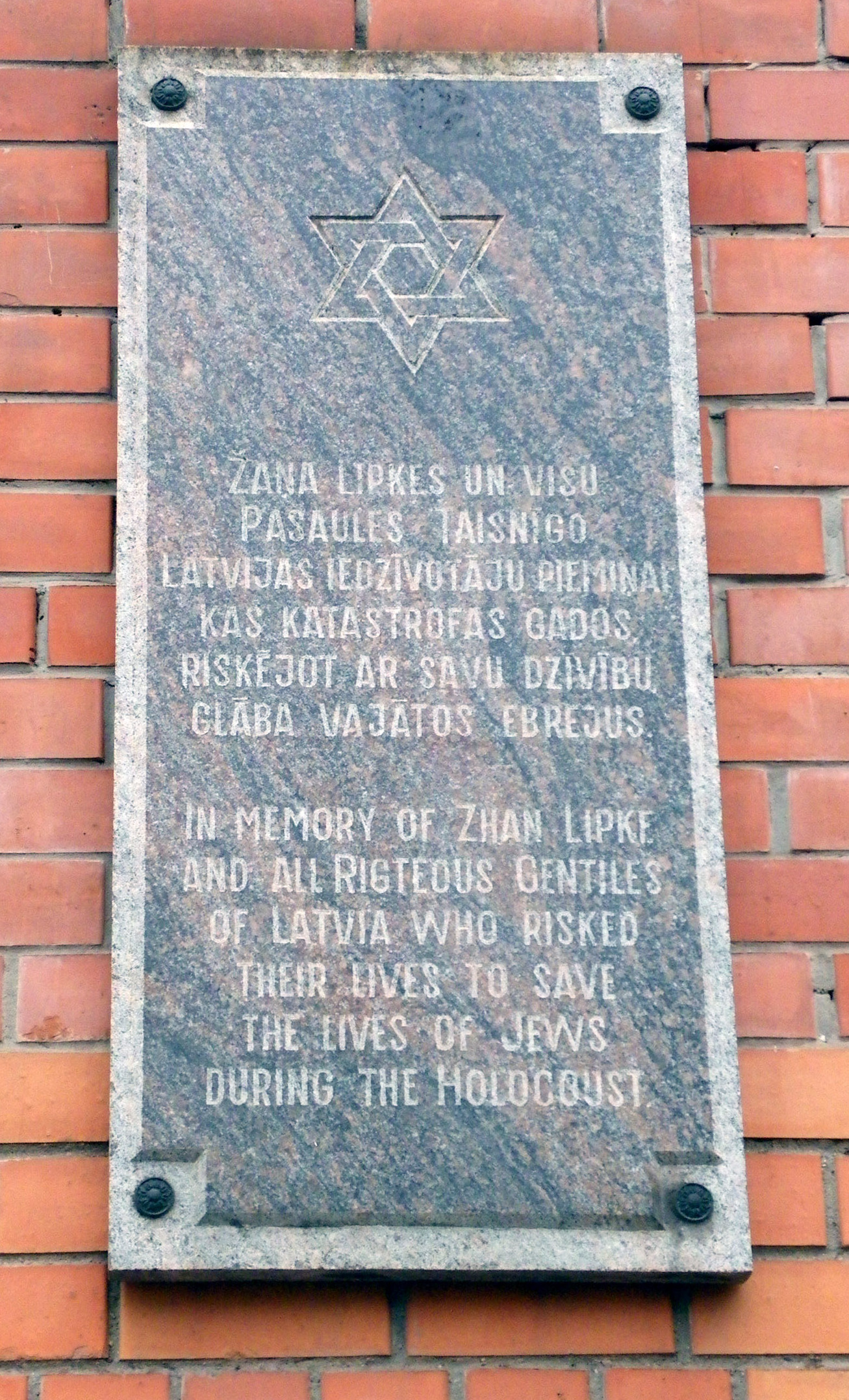
Доска на доме 21
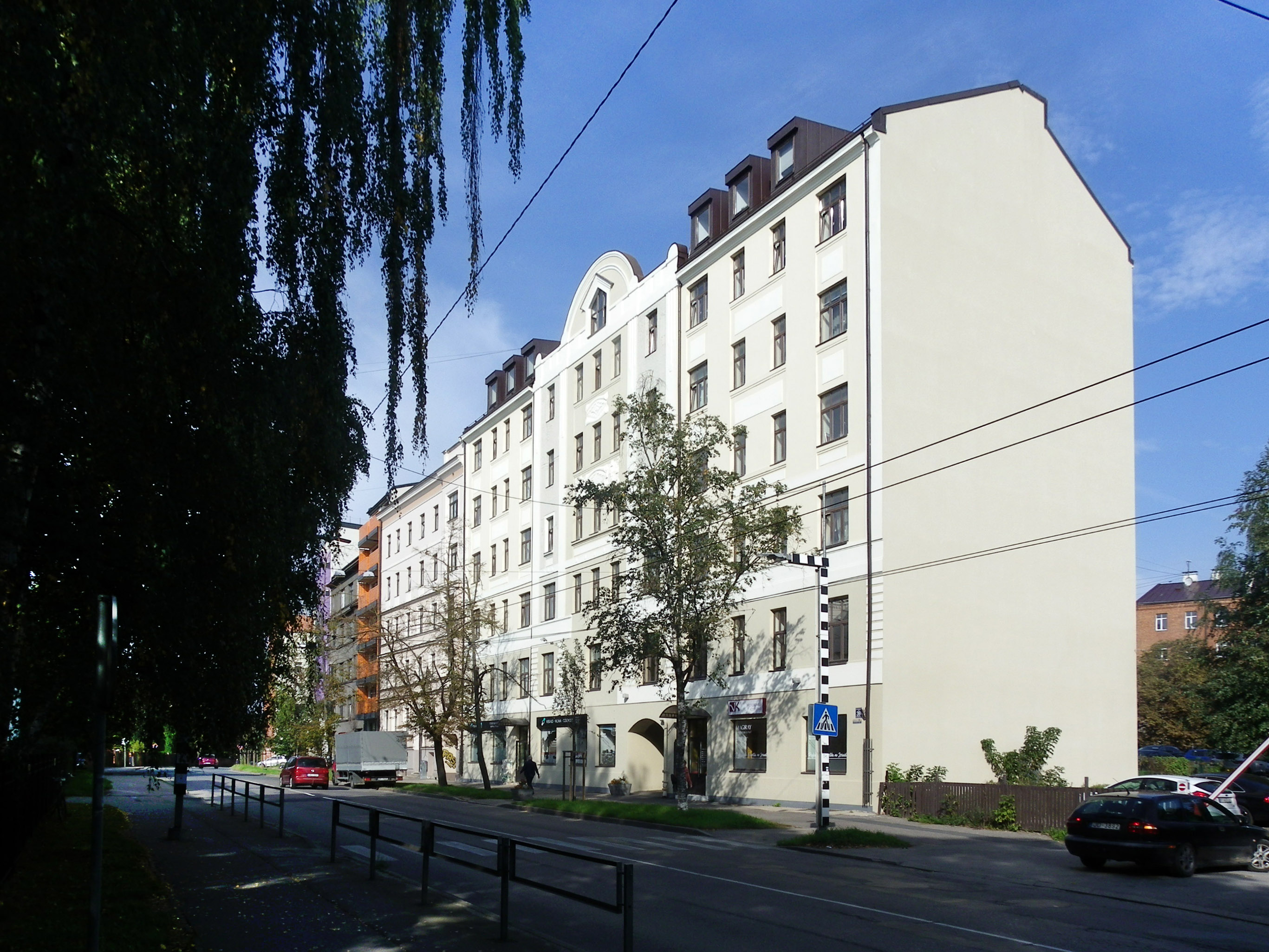
Дом № 39

## Прилегающие улицы
Улица Фирса Садовникова пересекается со следующими улицами:
- улица Дзирнаву
- улица Лачплеша
- улица Екабпилс
- улица Краславас
- улица Католю
- улица Лаздонас
- улица Лудзас